# Elżbieta Bośniacka
Elżbieta Bośniacka, Eliza Bośniacka, z domu Rulikowska, primo voto Tuszowska, ps. Julian Moers z Poradowa (ur. 1837 w Rebedajłówce, ziemia kijowska, zm. 22 czerwca 1904 w San Giuliano) – polska dramatopisarka, poetka, publicystka.
Debiutowała w 1862 poematem Zaporożec. Współpracowała m.in. z „Dziennikiem Literackim” i pismem „Iris”. Od 1871 mieszkała we Włoszech. Przyjaźniła się z Teofilem Lenartowiczem. Za dramat Przeor Paulinów, czyli Obrona Częstochowy otrzymała nagrodę w konkursie w Krakowie (1872) – dramat ten cieszył się dużą popularnością i był wielokrotnie wystawiany.

## Twórczość
Jest autorką kilkunastu dramatów oraz poematów.
- 1862 – poemat Zaporożec
- 1865 – Bolesław Szczodry
- 1868 – Spytek z Melsztyna
- 1874 – Savonarola
- 1879 – Kleopatra
- 1883 – Odsiecz Wiednia

## Literatura dodatkowa
- Mieczysław Rulikowski: Bośniacka Eliza. W: Polski Słownik Biograficzny. T. 2: Beyzym Jan – Brownsford Marja. Kraków: Polska Akademia Umiejętności – Skład Główny w Księgarniach Gebethnera i Wolffa, 1936, s. 376–377. Reprint: Zakład Narodowy im. Ossolińskich, Kraków 1989, ISBN 83-04-03291-0.